# Karel Lhota
Karel Lhota (12. srpna 1894 Praha – 1. května 1947 Praha) byl středoškolský profesor, bytový architekt, divadelní výtvarník.

## Život
Lhota se narodil do rodiny architekta a pedagoga Josefa Lhoty. V letech 1900–1905 navštěvoval obecnou školu v Praze. Poté se s rodinou přestěhovali do Plzně, kde jeho otec působil jako ředitel průmyslové školy. Karel zde v letech 1905–1912 navštěvoval 1. státní reálku. Následně se vrátil do Prahy, kde studoval na Vysoké škole architektury a pozemního stavitelství. Zde získal průpravu architektů Jana Kouly, Josefa Fanty, Aloise Čenského a Antonína Balšánka. Studium skončil až v roce 1923, protože během něho musel nastoupit vojenskou službu (1914–1917). V této době řídil stavby silničních mostů, polních drah, vojenských domků a opevňovací práce.
Po roce 1921 byl dokonce zaměstnán na stavbě státní nemocnice v Košicích, převážně však působil v Praze a v Brně, kde se na podzim 1923 seznámil s Adolfem Loosem, tamním rodákem. V roce 1925 se usadil v Plzni, zde byl jmenován profesorem na České státní průmyslové škole. Oženil se s Marií Brožovou, herečkou Národního divadla. Na základě uděleného stipendia podnikl podnětné studijní cesty do Německa, Belgie, Francie a Nizozemska. Významnou roli měl i v redakční radě časopisu československých architektů Architekt SIA, do něhož přispíval svými články o bytové kultuře a o tvorbě, myšlenkách a idejích Adolfa Loose.
Vzhledem k širokému okruhu svých zájmů se brzy stal výraznou osobností nejen na poli architektury a urbanismu, ale i divadelnictví, scénografie, výtvarného umění a dalšího kulturního dění. Je spoluzakladatelem Dramatického studia Masarykova studentského domu, pobočné scény Městského divadla v Plzni. Věnoval se dramaturgii, úpravě textů, překládal, dělal scénické výpravy, režii a dokonce i hrál. Vyučoval na průmyslové škole a na městské hudební škole v Plzni estetiku a divadelní výtvarnictví. V letech 1932–1942 pracoval jako profesor na I. státní průmyslové škole v Praze. Následně byl zaměstnán jako inspektor odborných škol při Ministerstvu školství a národní osvěty. Za zpracování územního plánu Vysokého nad Jizerou mu byla v roce 1939 Českou vysokou školou technickou v Praze udělena hodnost doktora věd technických.
Z důvodu vážné nemoci byl v roce 1945 penzionován, ale nadále spolupracoval při Hronovských divadelních festivalech (návrhy scén, přednášky o scénografii). V roce 1947 byl hospitalizován v nemocnici na Vinohradech, kde 1. května umírá.

## Dílo
- 1921 Státní nemocnice, Košice (spolupráce na stavbě)
- 1922–1923 Projekty rodinných domků cukrovarníků, Praha-Střešovice
- 1923 Ideové návrhy novostavby Státního ústavu pro výcvik zubních lékařů (jako zaměstnanec odboru staveb pozemních Zemské správy politické v Praze)
  - Návrh okresního domu, Horažďovice
  - Náčrty pro přístavbu ušní kliniky, Praha
  - Projekt průčelí fysikálního ústavu České vysoké školy technické, Praha
- 1927 Úpravy vlastního bytu, Klatovská třída 70, Plzeň
- 1928–1930 Müllerova vila, Nad Hradním vodojemem 14, Praha-Střešovice (s Adolfem Loosem)
- 1929–1930 Úprava bytu O. Macenauera, Úlice u Plzně
- 1930 Úprava interiéru bytu Lumíra Kapsy, Na Zátorce 18, Praha-Bubeneč (s Adolfem Loosem)
  - Přestavba domu K. Neuberta, Dobřichovice
  - Úpravy bytu Franka Weniga, Kardinála Berana 3, Plzeň
- 1931–1932 Winternitzova vila, Na Cihlářce 10, Praha-Smíchov (s Adolfem Loosem)
- 1935–1936 Srubový dům lékaře V. Kolety, Horní Radechová u Náchoda
- 1937 Vogelova vila, Praha-Dejvice
  - Turistická bouda, Vysoké nad Jizerou[4]

## Galerie

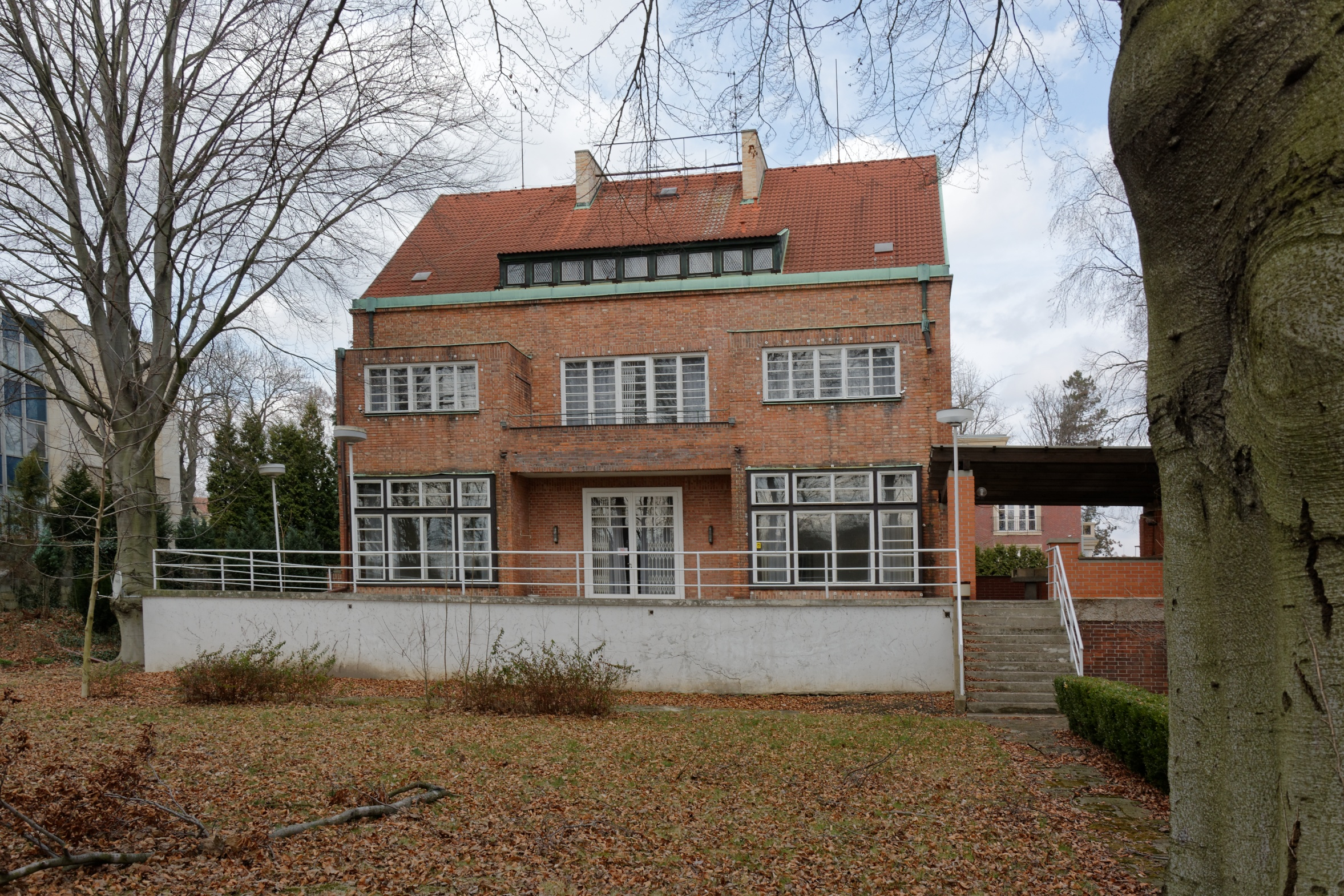
Otakar Novotný: Vila Na Zátorce 18, čp. 469, Praha 6 - Bubeneč
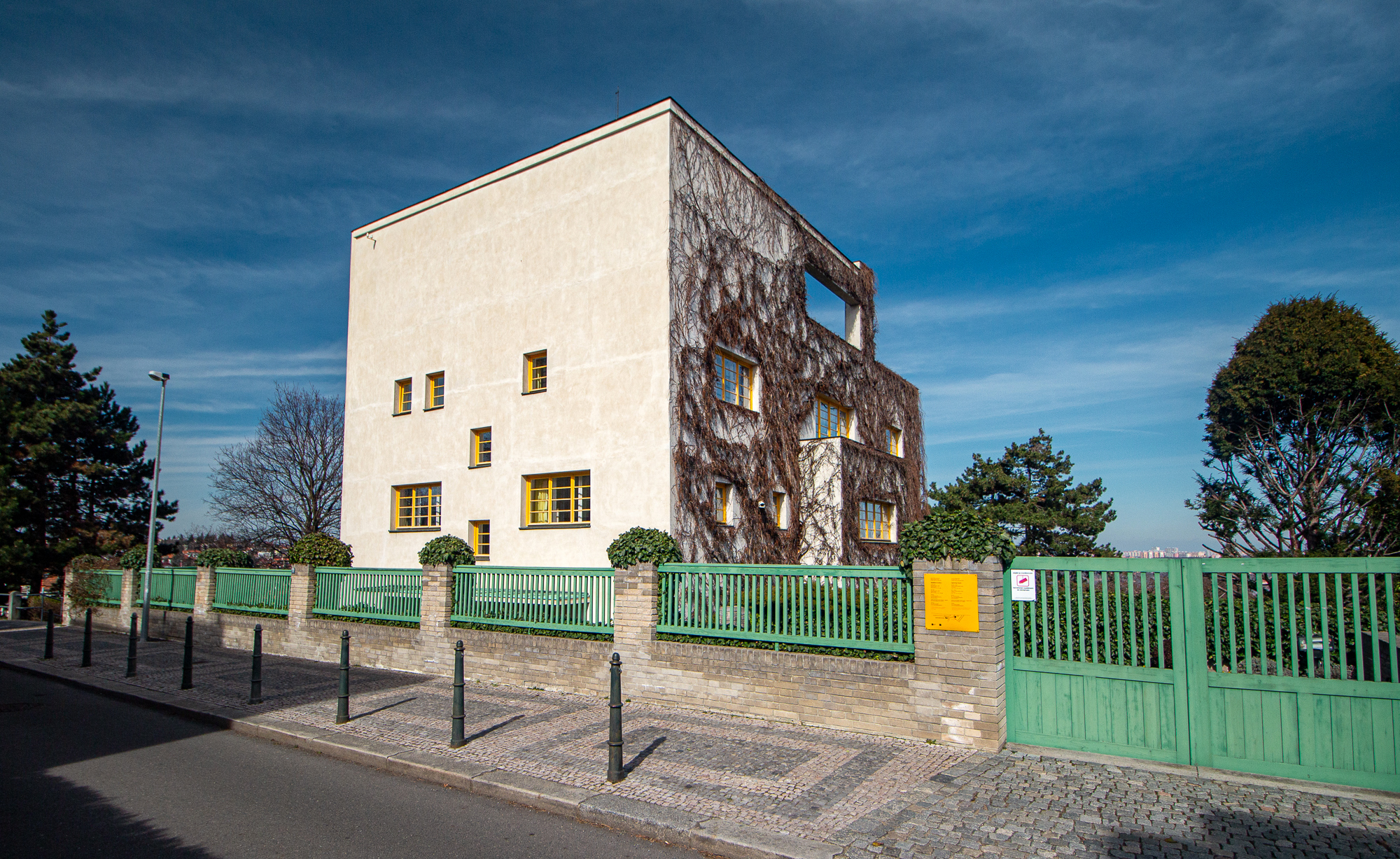
Müllerova vila, Střešovice, Praha 6
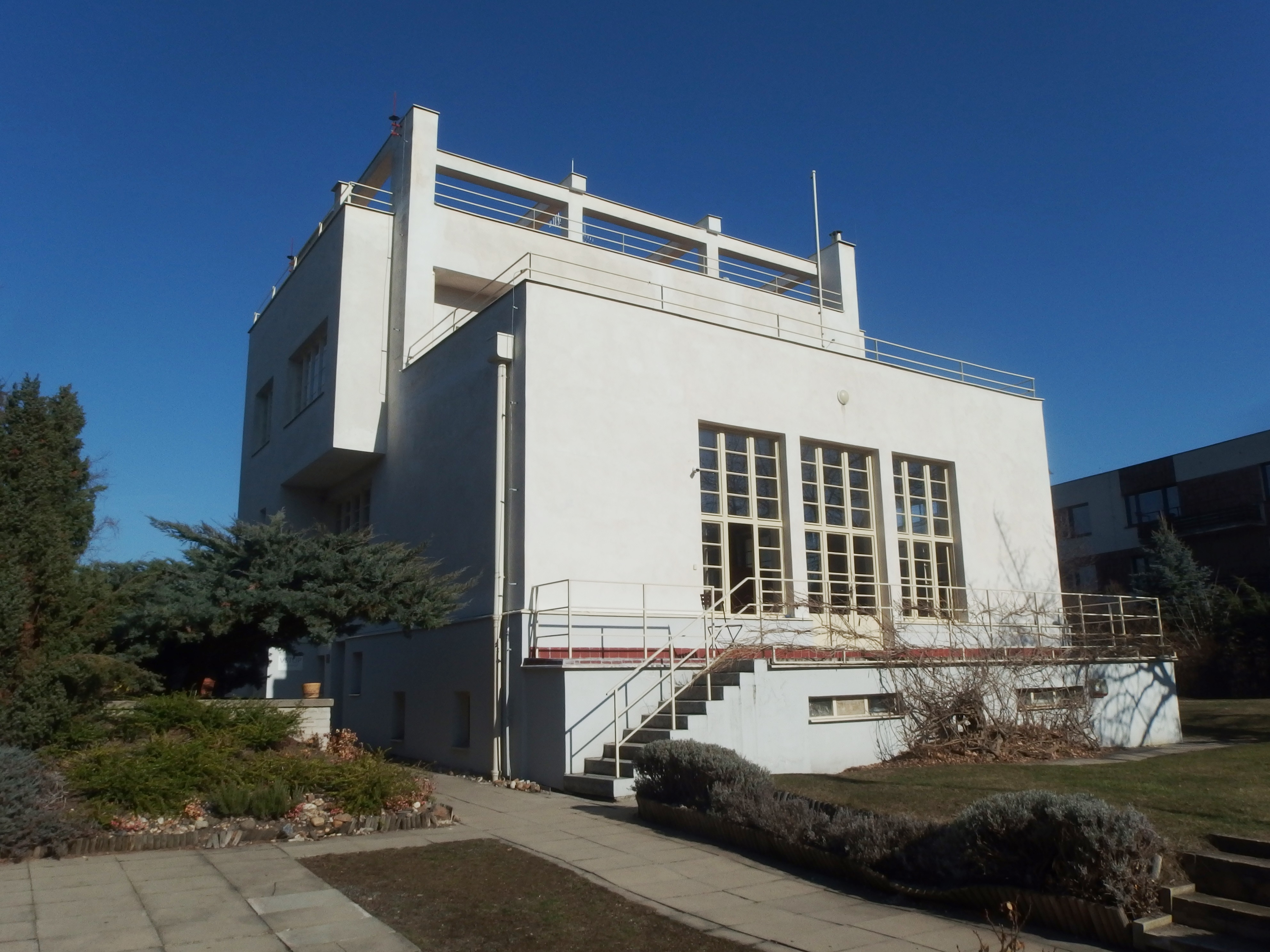
Winternitzova vila, Na Cihlářce, Smíchov, Praha 5